# Claudia Andujar
Claudia Andujar (nascida Claudine Haas; Neuchâtel, Suíça, 12 de junho de 1931) é uma fotógrafa e ativista suíça, naturalizada brasileira. Desde a década de 1970, dedica-se à defesa dos indígenas Yanomami.

## Biografia
Filha única de Germaine Guye, uma preceptora suíça protestante, e  de Siegfried Haas, um engenheiro húngaro judeu, Claudia passou a infância em Orádea (em húngaro, Nagyvárad, hoje pertencente à Romênia). O casal se separou quando Claudia tinha 8 anos. A menina ficou inicialmente com o pai e, depois, foi internada num convento católico. A Segunda Guerra Mundial começava, e a Hungria se unira à Alemanha, integrando as Forças do Eixo. Os judeus, incluindo o pai de Claudia, foram tirados de suas casas e enviados a um gueto. Posteriormente, Siegfried Haas foi  deportado para o campo de concentração de Dachau, onde acabaria morrendo, assim como quase toda a sua família.
Na mesma época, também o convento onde Claudia morava, foi fechado. Ela vai morar com a mãe, que então mantinha um relacionamento com um policial militar ligado aos nazistas, o que significava  certa garantia de segurança para ambas, sobretudo para a menina, considerada judia.  Em março de 1944, o território húngaro foi ocupado pela Alemanha. No final do mesmo ano, agora na iminência da ofensiva de Budapeste (invasão da Hungria pelos soviéticos e romenos), Germaine Guye decide deixar o país. Com muita dificuldade, mãe e filha conseguem escapar, passando pela Áustria, afinal chegando à Suíça. Após o fim da guerra, a convite do tio paterno (único remanescente da família do pai), que vivia nos Estados Unidos, Claudia se transfere para Nova York, em 1948.

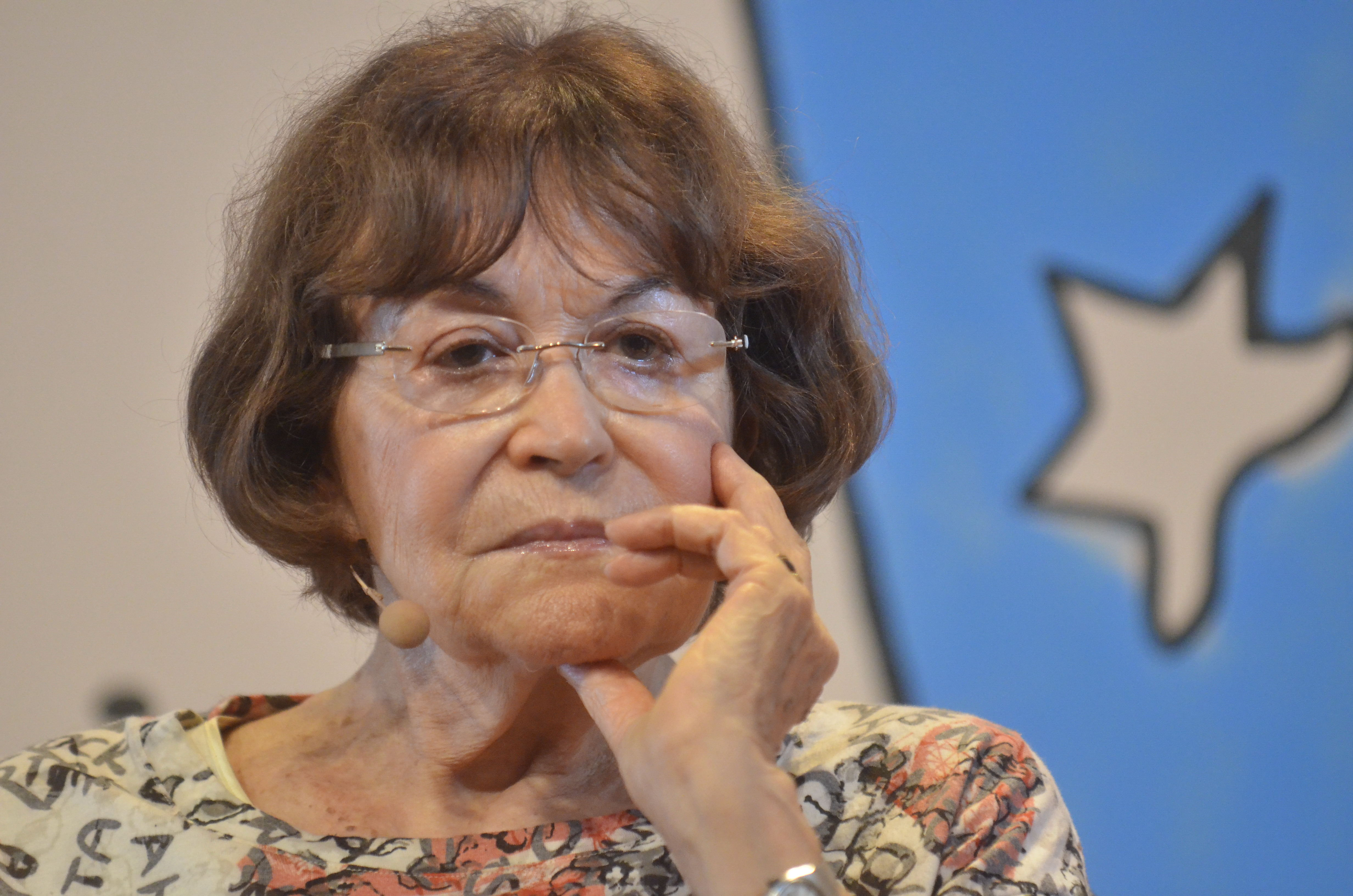
A fotógrafa suíça Claudia Andujar participa de mesa que a Flip dedicada aos índios e à Amazônia (Fernando Frazão/Agência Brasil).

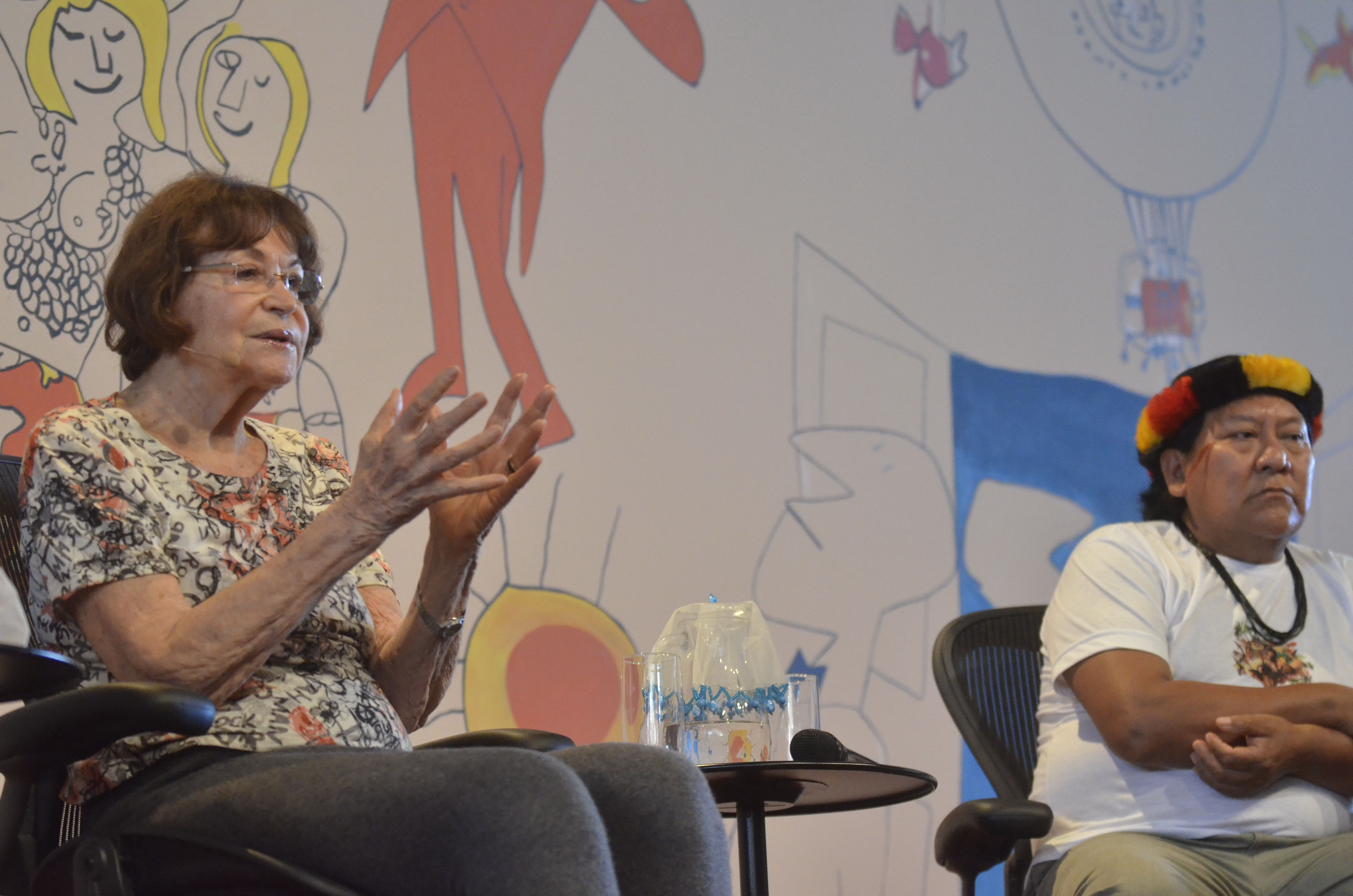
A fotógrafa suíça Claudia Andujar e o xamã indígena Davi Kopenawa, pajé e presidente da Hutukara Associação Yanomami, participam de mesa que a Flip dedicada aos índios e à Amazônia (Fernando Frazão/Agência Brasil).

Em Nova York, estudou Humanidades no Hunter College, à noite, pois precisava trabalhar para viver. Mas não conseguiu concluir os estudos. Foi vendedora de roupas femininas na Macy's, trabalhou num escritório e foi guia de visitantes nas Nações Unidas. "Me empregaram porque eu falava várias línguas: húngaro, alemão, francês e inglês." No Hunter, conhecera Julio Andujar, um refugiado da Guerra Civil Espanhola, com quem viria a se casar logo no ano seguinte, aos dezoito anos. Mas, poucos meses depois do casamento, Julio se apresentou como voluntário para ir à Guerra da Coreia (1950-1953), esperando ser posteriormente recompensado com a cidadania estadunidense. Julio ficou três anos em combate. Claudia não o perdoou: "Fiquei furiosa quando ele se alistou. Não queria recomeçar a vida com guerras. Nunca voltamos a viver juntos. Quando ele voltou, nos separamos". Nessa época, Claudine se tornou Claudia, mantendo o sobrenome do primeiro marido: "Por tudo que aconteceu, quis eliminar meu nome de infância, Claudine Haas. Queria começar uma vida nova."
Em 1955, Claudia chegou a São Paulo, onde já vivia sua mãe, e se naturalizou brasileira em 1976. Comprou sua primeira câmera, uma Rolleiflex. Nunca fez curso de fotografia. Começou a viajar pelo Brasil e pela América Latina, fotografando essencialmente para si mesma,  como uma forma de estabelecer contato com a população local, já que, na época, ainda não dominava a língua portuguesa. Progressivamente, começou a publicar suas imagens, tanto em revistas brasileiras (Quatro Rodas, Setenta, Claudia, Goodyear Brasil) como estrangeiras (Life, Look, Fortune, IBM, Horizon USA, Aperture).
Por sugestão de Darcy Ribeiro, entrou em contato com povos indígenas pela primeira vez, em 1958, durante uma visita à Ilha do Bananal, terra dos Karajá. Algumas dessas imagens foram compradas por Edward Steichen, então diretor do Museu de Arte Moderna de Nova York, e depois foram publicadas pela Life.
Entre 1966 e 1971, colaborou com a revista Realidade, da Editora Abril, junto com seu segundo marido, o fotógrafo norte-americano George Love (1937 - 1995), com quem se casaria em 1968.
Em 1971, uma edição especial da revista Realidade sobre a Amazônia a conduziu até os Yanomami. Essa viagem representou o grande divisor de águas em sua carreira e em sua vida. No intuito de se aprofundar no entendimento dessa cultura, Claudia decide abandonar São Paulo e o fotojornalismo para ir viver entre Roraima e Amazonas. Para isso, contou com o apoio de duas bolsas da Fundação Guggenheim  de Nova York, em 1971 e 1974. Separa-se de George Love em 1974. Em 1976, obtém nova bolsa, dessa vez da Fapesp, para prosseguir seu trabalho com os Yanomami.
Em 1978, após ser enquadrada na lei de Segurança Nacional pelo governo militar e ser expulsa do território indígena pela Funai, ela retorna a São Paulo e organiza um grupo de estudos em defesa da criação de uma área indígena Yanomami. Este foi o embrião da ONG Comissão pela Criação do Parque Yanomami, CCPY (depois denominada Comissão Pró-Yanomami), criada por Claudia e pelo missionário leigo italiano Carlo Zacquini. A CCPY denunciou as ameaças à sobrevivência dos índios, em consequência do contato com os brancos, e promoveu uma forte campanha pela demarcação da terra indígena Yanomami, o que finalmente foi feito em 1992. Não fosse pela atuação da Comissão, possivelmente a etnia yanomami não teria tido saúde, voz e dignidade para lutar por seus direitos - hoje novamente ameaçados. Ao assumir o ativismo político em prol da causa Yanomami, Claudia foi diminuindo progressivamente sua atividade como fotógrafa ao longo dos anos 1980, justamente quando a mobilização em torno da demarcação foi ganhando força.

## Prêmios e honrarias
- Em 2008, Claudia Andujar foi agraciada, pelo governo brasileiro, com a Ordem do Mérito Cultural.[18] [19]
- Em 2018, recebeu a Medalha Goethe, do Goethe-Institut - uma condecoração oficial da República Federal da Alemanha -, por seu trabalho com os Yanomami.[20][21]

## Obra

### Livros
- 1958 - Bicos World (Estados Unidos)
- 1973 - The Amazon   (Holanda)
- 1978 - Amazônia  (com George Love)
- 1979 - Mitopoemas Yanomami
- 1979 - Yanomami em frente do Eterno
- 1982 - Missa da Terra sem Males
- 1998 - Yanomami: A Casa, A Floresta, O Invisível
- 2005 - A Vulnerabilidade do Ser
- 2005 - Yanomami, les danses des images
- 2005 - Marcados
- 2017 - Morgen darf nicht gestern sein / Tomorrow must not be like yesterday (Museum für Moderne Kunst, Frankfurt, Alemanha)
- 2018 - Claudia Andujar: a luta Yanomami. Organização: Thyago Nogueira. Projeto gráfico: Elisa von Randow, Julia Masagão. Texto: Thyago Nogueira, Claudia Andujar, Bruce Albert.

### Filmografia
- 1996 - Um Mundo Chamado São Paulo(CD-ROM e CD-1)
- 1972 - Povo da Lua, Povo do Sangue: Yanomami (documentário)

### Principais exposições
Claudia Andujar teve seus trabalhos expostos em várias mostras coletivas e individuais. Em janeiro de 2005, expôs na Pinacoteca do Estado de São Paulo a leitura mais completa já realizada sobre sua obra, ns mostra Vulnerabilidade do Ser. Em outubro de 2015, o  Instituto Moreira Salles do Rio de Janeiro  apresentou a exposição Claudia Andujar: no lugar do outro, mostra de trabalhos pouco conhecidos da primeira parte de sua carreira. Em novembro de 2015, o Instituto Inhotim  inaugurou sua 19ª galeria permanente, dedicada ao trabalho da fotógrafa.

#### Individuais
- 2024 - Claudia Andujar: Cosmovisão (3 de abril a 30 de junho de 2024), Itaú Cultural, São Paulo [25]
- 2018 - Claudia Andujar: a luta Yanomami (15 de dezembro de 2018 a 7 de abril de 2019),  Instituto Moreira Salles (São Paulo) [26]
- 2016 -  Individual Claudia Andujar,  Galeria Vermelho, São Paulo.[27][28]
- 2015 - Claudia Andujar: No lugar do outro, no Instituto Moreira Salles
- 2015 - Galeria Claudia Andujar, Inhotim
- 2005 -  Vulnerabilidade do Ser,  Pinacoteca do Estado de São Paulo
- 2003 - Yanomami, l'esprit de la forêt, Fondation Cartier pour l'art contemporain

#### Coletivas
- 2016 - Adornos do Brasil Indígena: Resistências Contemporâneas, no SESC Pinheiros
- 1999 - Photo España 99, Festival Internacional de Fotografia, no Museo de la Ciudad, em Madri
- 1998
  - 24ª  Bienal Internacional de Arte de São Paulo
  - Coleção Pirelli/MASP de Fotografia, no  Museu de Arte de São Paulo (MASP)
- 1996 - Arte Brasileira: 50 Anos de História no Acervo MAC/USP 1920-1970, no MAC-USP
- 1990 - O índio / Ontem, hoje e amanhã, no Memorial da América Latina, São Paulo [27]